# Шмотьев, Алексей Сергеевич
Шмотьев Алексей Сергеевич (род. 13.11.1983) — российский автогонщик, выступающий в бахах и ралли-рейдах на технике класса Side-by-side. Мастер спорта. Призёр ралли-рейда Шёлковый путь 2019 года. Участник ралли «Дакар» 2020 года в классе UTVs. Штурманом в экипаже Алексея Шмотьева выступает Андрей Рудницкий из Белоруссии.

## Достижения
Бронзовый призёр ралли-марафона Шёлковый путь 2019 в классе Т3, в год своего дебюта в гонке. 
Также к высоким достижениям гонщика можно отнести: третье место в 2019 году на ралли «Золото Кагана» в категории Т3 и второе место на бахе «Россия — Северный лес» в категории Т3.